# لوکاس فلیپه
لوکاس فلیپه (انگلیسی: Lucas Felippe؛ زادهٔ ۳ مهٔ ۲۰۰۰) بازیکن فوتبال اهل برزیل است.